# Olympiabad
Het Olympiabad was een zwembad in Sint-Andries, een deelgemeente van de stad Brugge. Het lag naast het Jan Breydelstadion, het stadion van Cercle Brugge en Club Brugge.
Naast het Olympiabad werd vanaf 2014 een nieuw zwembad gebouwd dat het dit zwembad heeft vervangen. Op zondag 29 maart 2015 was het Olympiabad voor de allerlaatste maal open voor het publiek en sloot het alsdan zijn deuren. Met de sluiting en sloop van het Olympiabad verdwijnt meteen ook de allerlaatste springtoren tot 10 meter hoog in België. Op 30 mei 2015 werd het nieuwe zwembad, dat S&R Olympia heette en nu omgedoopt is tot LAGO Brugge Olympia, geopend voor het publiek. Het Olympiabad is thans volledig afgebroken.

## Geschiedenis
Het zwembad werd geopend op 2 februari 1978 en telde acht banen, was 50 meter lang en kon in twee compartimenten worden onderverdeeld door een hydraulisch beweegbare muur. Voor het publiek zwemmen werd het zwembad nagenoeg altijd in twee compartimenten verdeeld: een ondiep gedeelte tot maximaal 1,50 meter en een diep gedeelte dat 5 meter diep was. Bijzonder was daarnaast de springaccommodatie: een springtoren met platforms op 3, 5, 7,5 en 10 meter hoogte, twee flexibele springplanken op 3 meter en één op 1 meter.
Het ondiepe gedeelte had een verticaal beweegbare bodem die versteld kon worden van een halve tot twee meter. Het diepe gedeelte was met 5 meter uitzonderlijk diep. Deze diepte was vereist vanwege de 10 meter hoge springtoren. Door de uitzonderlijke diepte werd het zwembad tevens gebruikt voor flesduiken. Het zwembad beschikte daarnaast over een open glijbaan van 51 meter lang, dewelke werd geplaatst in 1984. Toentertijd was dit vrij uniek in België en leidde dit tot een opmerkelijke stijging in het bezoekersaantal.
Daarnaast beschikte het Olympiabad over een eerste kinderglijbaan genaamd de "Snake", een tweede kinderglijbaan in de vorm van een olifant en een warm ploeterbadje voor peuters en kleuters. Ten slotte beschikte het over een zonneterras met ligbank dat werd opengesteld op warme dagen, en een droogtunnel met warme lucht door dewelke de badgasten het zwembad opnieuw konden verlaten.
Uniek voor het zwembad was ook het systeem dat gehanteerd werd in de vestiaire. In tegenstelling tot de meeste zwembaden werden geen lockers gebruikt, maar moest men zijn schoeisel en kleren hangen aan een kleerhanger die men uit de rekken in de vestiaire kon nemen. Vervolgens diende men de kleerhanger af te geven aan een personeelslid die dit alles dan hing aan een genummerde haak. In ruil kreeg men een bandje met daarop het nummer. Er was zowel een dames- als herenvestiaire, maar in de praktijk kwam het vaak voor dat slechts één vestiaire open werd gesteld voor het publiek.

### Een week in het Olympiabad
In principe werd het zwembad, zoals vermeld, onderverdeeld in twee compartimenten: een ondiep en een diep. In het diepe gedeelte werden in de regel drie baantjes afgezet voor de baantjeszwemmers (banen 1 tot en met 3). De zone van banen 4 tot en met 8 diende als recreatieve zone, hoewel men er ook baantjes kon zwemmen wanneer daar plaats toe was.
De springtoren was in de regel voor het publiek toegankelijk op 3 meter en 5 meter. Op dinsdagavond werd de springtoren evenwel gesloten vanaf 17 uur om de zwemmers zes banen ter schikking te geven. Op donderdagavond werd dan een springzone afgebakend en werd de springtoren opengesteld vanaf 19.30 uur tot 20.15 uur op 7,5 meter en 10 meter hoogte. Op dat moment dienden de zwemmers in de breedte van het zwembad te zwemmen.
Op vrijdagavond werden naar gewoonte planken in het water van het ondiepe gedeelte gebracht.
De twee springplanken tot 3 meter hoogte waren in principe niet toegankelijk voor het publiek, met uitzondering op zaterdagnamiddag van 15u00 tot 17u00 waarbij een van deze springplanken open werd gesteld voor het publiek.
Op zondagochtend, waarbij veelal gezinnen met jonge kinderen kwamen, werd een hindernissenparcours, genaamd "Atlantis", in het ondiepe gedeelte van het water gebracht.

### Regels van inwendige orde
Het Olympiabad had enkele gedragsregels waaraan elke badgast zich diende te houden. De belangrijkste van deze regels, zijnde een dresscode, werd ingevoerd vanaf 1 september 2011. Vanaf toen was enkel nog aansluitende zwemkledij, zonder zakken, en boven de knieën toegelaten. Badgasten die deze dresscode niet respecteerden, dienden het zwembad te verlaten.

## Trivia
- De opnamen voor het tv-programma De Grote Sprong vonden in 2013 plaats in het Olympiabad.
- Op 24 augustus 2007 vond er het eerste (en thans enige) Belgische Kampioenschap Bommetje plaats.
- In november vond traditioneel de jaarlijkse zwemmarathon plaats in het Olympiabad. Daarbij namen 8 ploegen het tegen elkaar op om samen zoveel mogelijk baantjes van 50 meter te zwemmen.